# توماس جيسوب
توماس جيسوب (بالإنجليزية: Thomas Jesup)، من مواليد 16 ديسمبر سنة 1788م، وتوفي بتاريخ 10 يونيو سنة 1860م، وهو ضابط عسكري أمريكي خدم في القوات الأمريكية لمدة 52 سنة، منذ التحاقه بالجيش سنة 1808 إلى سنة 1860م.